# Messier 50
Messier 50 (còn gọi là M 50 hay NGC 2323) là một cụm sao mở trong chòm sao Kỳ Lân. Có lẽ nó đã được G. D. Cassini phát hiện ra trước vào năm 1711 và sau đó độc lập bởi Charles Messier năm 1772. M50 cách Trái Đất 3.000 năm ánh sáng.